# リウィラ (新聞)
リウィラ（シンハラ語: රිවිර）とは、スリランカの週刊新聞であり、スリランカの公用語であるシンハラ語が使われている。発行元はリウィラ・メディア・コーポレーションで、毎週日曜日に発刊されている。2006年に創刊されたネーションの姉妹紙である。2012年当時の発行部数は265,000部で、推定読者数は1,600,000人。新聞には5つの附録が付いている。